# Saison 2012-2013 du Dijon FCO
Maillots
Dernière mise à jour : 10 septembre 2012.
Chronologie
Saison précédente Saison suivante
La saison 2012-2013 du Dijon FCO est la huitième saison de ce club en Ligue 2, après avoir terminé 19e de Ligue 1 la saison précédente.

## Avant-saison

### Transferts
Avec la rétrogration du Dijon Football Côte d'Or en Ligue 2, le président Bernard Gnecchi démissionne et l'entraîneur Patrice Carteron part du club. Ils sont remplacés par Olivier Delcourt et Olivier Dall'Oglio.

Le 21 mai 2012, Gaël Kakuta prêté par Chelsea à Dijon lors du mercato hivernale, il retourne à son club d'origine, 10 jours plus tard, il annonce qu'il ne reviendra pas sous forme de prêt la saison prochaine en Ligue 1 car il dit : 

« C’était un règlement de comptes entre le directeur sportif et le coach. Je n’ai aucune idée de leur contentieux. J’ai subi. Est-ce que j’ai une petite dent contre Patrice Carteron ? Quand même... C’est une personne qui ne pense qu’à lui. Il voulait montrer qu’il avait le pouvoir [...] Jouer à Chelsea, c’est mon objectif. Je suis mieux en Angleterre. Je n’ai pas du tout l’intention de revenir en Ligue 1. »

— Gaël Kakuta, 
Le 15 juin 2012, en fin de contrat, Éric Bauthéac, signe en faveur de l'OGC Nice pour une durée de 3 ans.
Le 27 juillet 2012, Bennard Kumordzi s'engage au KRC Genk pour une somme de 700 000 mille euros.
Le 1er septembre 2012, Abdoulaye Meïté capitaine du DFCO la saison dernière, écarté du groupe professionnel à cause de l'arrivée du nouvel entraîneur, décide de résilié son contrat à l'amiable.
Le 4 septembre 2012, lors de la dernière journée du mercato, Benjamin Corgnet signe en faveur du Football Club Lorient-Bretagne Sud pour une somme de 6 millions d'euros,.

### Préparation d'avant-saison
Sur les rencontres jouées par le DFCO pour sa préparation d'avant-saison, le club s'impose à deux reprises et concède le nul deux fois et perd un match face au FC Sochaux. Après un match nul à Pontarlier face au FC Sion les rouges se neutralisent de nouveau à Le Chambon-sur-Lignon face au Gazélec d'Ajaccio. Puis, ils enchaînent 2 succès de rang pour le DFCO, contre les promus en Ligue 1 le Stade de Reims, et l'ESTAC Troyes.
Ils terminent leur préparation par une défaite face aux lionceaux 2 buts à 3.

### Championnat
La saison 2012-2013 de Ligue 2 est la soixante-quatorzième édition du championnat de France de football de seconde division et la onzième sous l'appellation « Ligue 2 ». La division oppose vingt clubs en une série de trente-huit rencontres. Les trois meilleurs de ce championnat sont promus en Ligue 1.
Pour cette saison le Dijon FCO, le président du club est Olivier Delcourt après le départ de Bernard Gnecchi et de Patrice Carteron, remplacé
par Olivier Dall'Oglio.

## Joueurs et encadrement technique

### Statistiques individuelles
Mis à jour le 10 septembre 2012